# Sandra Ellis Lafferty
Sandra Ellis Lafferty (Colorado, 2 agosto 1940) è un'attrice statunitense.
Ha iniziato la sua carriera negli anni novanta, quando lei aveva compiuto appena 50 anni ed è principalmente nota per aver interpretato la madre di Reese Witherspoon in Quando l'amore brucia l'anima - Walk the Line.

## Filmografia

### Cinema
- Dogfight - Una storia d'amore, regia di Nancy Savoca (1991)
- Nightmare - Nuovo incubo, regia di Wes Craven (1994)
- L'ultima profezia, regia di Gregory Widen (1995)
- La profezia, regia di Patrick Lussier (2000)
- Quando l'amore brucia l'anima - Walk the Line, regia di James Mangold (2005)
- The New Daughter, regia di Luis Berdejo (2009)
- Footloose, regia di Craig Brewer (2011)
- Quarantena 2, regia di John Pogue (2011)
- Hunger Games, regia di Gary Ross (2012)
- Hunger Games: La ragazza di fuoco, regia di Francis Lawrence (2013)
- Prisoners, regia di Denis Villeneuve (2013)
- A spasso nel bosco (A Walk in the Woods), regia di Ken Kwapis (2015)
- Self/less, regia di Tarsem Singh (2015)
- Buster's Mal Heart, regia di Sara Adina Smith (2016)
- La verità di Grace (A Fall form Grace), regia di Tayler Parry (2020)

### Televisione
- Melrose Place – serie TV, 1 episodio (1994)
- NYPD Blue – serie TV, 1 episodio (1995)
- Baywatch – serie TV, 1 episodio (1996)
- Dark Skies - Oscure presenze – serie TV, 1 episodio (1996)
- Crescere, che fatica! – serie TV, 1 episodio (1997)
- La mia fedele compagna, regia di Peter Werner – film TV (2008)
- The Vampire Diaries – serie TV, 1 episodio (2010)
- One Tree Hill – serie TV, 1 episodio (2012)
- Containment – serie TV, 8 episodi (2016)